# Самгородоцька сільська рада (Козятинський район)
| Самгородоцька сільська рада — колишній орган місцевого самоврядування у Козятинському районі Вінницької області з адміністративним центром у с. Самгородок. Сільській раді підпорядковані населені пункти: - с. Самгородок - с. Коритувата - с. Красне - с. Лозівка |

## Склад ради
Рада складається з 16 депутатів та голови.

## Керівний склад сільської ради
| ПІБ                        | Основні відомості                                                               | Дата обрання | Дата звільнення |
| -------------------------- | ------------------------------------------------------------------------------- | ------------ | --------------- |
| Чернипко Микола Васильович | Сільський голова, 1969 року народження, освіта, позапартійна                    | 26.03.2006   | 31.10.2010      |
| Чернипко Микола Васильович | Сільський голова, 1969 року народження, освіта середня спеціальна, безпартійний | 31.10.2010   |                 |

Примітка: таблиця складена за даними джерела